# Behaviorismus
Behaviorismus (abgeleitet vom amerikanisch-englischen Wort behavior „Verhalten“) benennt das wissenschaftstheoretische Konzept, Verhalten von Menschen und Tieren mit naturwissenschaftlichen Methoden – also ohne Introspektion oder Einfühlung – zu untersuchen und zu erklären. Der Behaviorismus wurde nach wichtigen Vorarbeiten von Edward Lee Thorndike durch John B. Watson zu Beginn des 20. Jahrhunderts begründet und in den 1950er Jahren vor allem von Burrhus Frederic Skinner gleichermaßen popularisiert wie radikalisiert. Wichtige Pionierarbeit leistete außerdem Iwan Petrowitsch Pawlow mit seinen Experimenten zur klassischen Konditionierung von Verhalten. Im Behaviorismus wurden technoide Sozial- und Kulturtechniken entwickelt, doch bietet er nicht nur klassische oder operante Konditionierung, sondern auch eine positiv gemeinte gesellschaftliche Utopie, wie sie beispielsweise von Skinner im Roman Walden Two ausgearbeitet wurde.
In den USA waren die Verfechter des Behaviorismus jahrzehntelang die einflussreichsten Verhaltensforscher an den Universitäten und entschiedene Gegner der gleichzeitig aufkommenden psychoanalytischen Richtungen. Auch die seit den 1930er Jahren in Europa aus der Tierpsychologie entstehende vergleichende Verhaltensforschung konnte in den USA wegen der dortigen Vorherrschaft des Behaviorismus nicht Fuß fassen.
Auf die Erkenntnisse der behavioristischen Forschung stützen sich diverse verhaltenstherapeutische Vorgehensweisen, u. a. die sogenannte systematische Desensibilisierung von Patienten mit einer Phobie und die Behandlung von frühkindlichem Autismus, aber auch die moderne Abrichtung von Hunden und Zirkustieren. Auch das Programmierte Lernen, Sprachlabore und die heute gängigen PC-Programme zum Selbststudium von Fremdsprachen sind eine Nutzanwendung der behavioristischen Theorie.

## Begründung
Die Initialzündung des Behaviorismus stellt John B. Watsons berühmter Artikel „Psychology as the Behaviorist views it“ (1913) dar, in dem er sich vehement gegen die damals in der Psychologie gebräuchliche Methode der Introspektion aussprach. Watsons Ziel war es, die Psychologie als eine Naturwissenschaft gleichsam neu zu begründen. Er setzte ausschließlich auf die sogenannte „objektive Methode“, indem er alles Verhalten in Reiz und Reaktion zerlegte (englisch: stimulus–response); man bezeichnet diese Form des Behaviorismus daher auch als „molekularen“ Behaviorismus. Als Reiz fasste Watson jede Veränderung in der äußeren Umwelt oder im Inneren des Individuums auf, die auf physiologischen Vorgängen beruht, also zum Beispiel auch einen „Mangel an Nahrung“, sprich: Hunger; als Reaktion fasste er jegliche Aktivität auf, sei es das Hinwenden zu oder das Wegwenden von einer Lichtquelle oder das Schreiben von Büchern. Die von Watson begründete Form des Behaviorismus wird auch als „Klassischer“ oder „methodologischer“ Behaviorismus bezeichnet.
Die dem beobachtbaren Verhalten zugrunde liegenden physiologischen Vorgänge gelten dem Behavioristen als uninteressant; aus seiner Sicht gehören sie zum Aufgabengebiet der Physiologen. Der Behaviorist konzentriert sich ausschließlich auf Prozesse, die sich zwischen Organismus und Umwelt abspielen. Der Organismus selbst wird vom klassischen Behavioristen als Black Box betrachtet.
Skinners Hauptwerk Science and Human Behavior (deutsch: Wissenschaft und menschliches Verhalten) erschien 1953 in den USA. Im Gegensatz zu Watson und dem methodologischen Behaviorismus schloss Skinner im sogenannten „radikalen“ Behaviorismus innerpsychische Prozesse bei der Erforschung von Verhalten nicht aus. Aussagen über „mentale“ oder „psychische“ Vorgänge könnten jedoch nie von Außenstehenden, also unabhängigen Beobachtern getroffen werden, sondern allenfalls vom sich selbst beobachtenden Individuum. Reagiere beispielsweise ein Schüler auf die Frage des Lehrers unabsichtlich mit einer völlig unpassenden Antwort, so werde der „innere Zustand“ des Schülers häufig als geistesabwesend bezeichnet. Diese Zuschreibung erkläre in Wirklichkeit aber keineswegs die Zustände im Inneren des Gehirns; sie sei in Wirklichkeit bloß eine zusätzliche, bildhafte Beschreibung für die fehlerhafte Äußerung des Schülers, also für die dem Beobachter ohnehin schon bekannte Reaktion des Schülers.
Die Vertreter einer behavioristischen Wissenschaft vom Verhalten forderten daher, dass auch alle Vorgänge, die in einem Experiment auf einen Organismus einwirken (also die Ursachen von Verhalten), mit streng naturwissenschaftlichen Begriffen zu beschreiben seien; die Psychologie müsse eine „exakte Wissenschaft“ im Sinne einer Naturwissenschaft werden (wobei sich Skinner eher am Wissenschaftsbegriff der Biologie als an dem der Physik orientierte). Dies hatte unter anderem zur Folge, dass nicht-naturwissenschaftliche Einflüsse auf das Verhalten (zum Beispiel von „sozialen Strukturen“ oder von „Kultur und Tradition“) in den Studien der Behavioristen keine Rolle spielten, sofern sie nicht auf der Ebene von Umwelteinflüssen und Verhalten definiert werden. Zum wichtigsten Mittel ihrer Forschung wurden Laborstudien, da nur dort eine sehr weitgehende Kontrolle aller Einflussfaktoren auf das Verhalten der Testtiere und Testpersonen möglich ist und speziell die eigens für behavioristische Experimente entwickelte Skinner-Box. Überdies können Laborstudien wesentlich leichter wiederholt werden als die von Ethologen bevorzugten Freilandstudien.
Die auf Skinners Radikalem Behaviorismus als Wissenschaftstheorie aufbauende Forschungstradition ist die Experimentelle Verhaltensanalyse.

## Ausblendung des Innenlebens

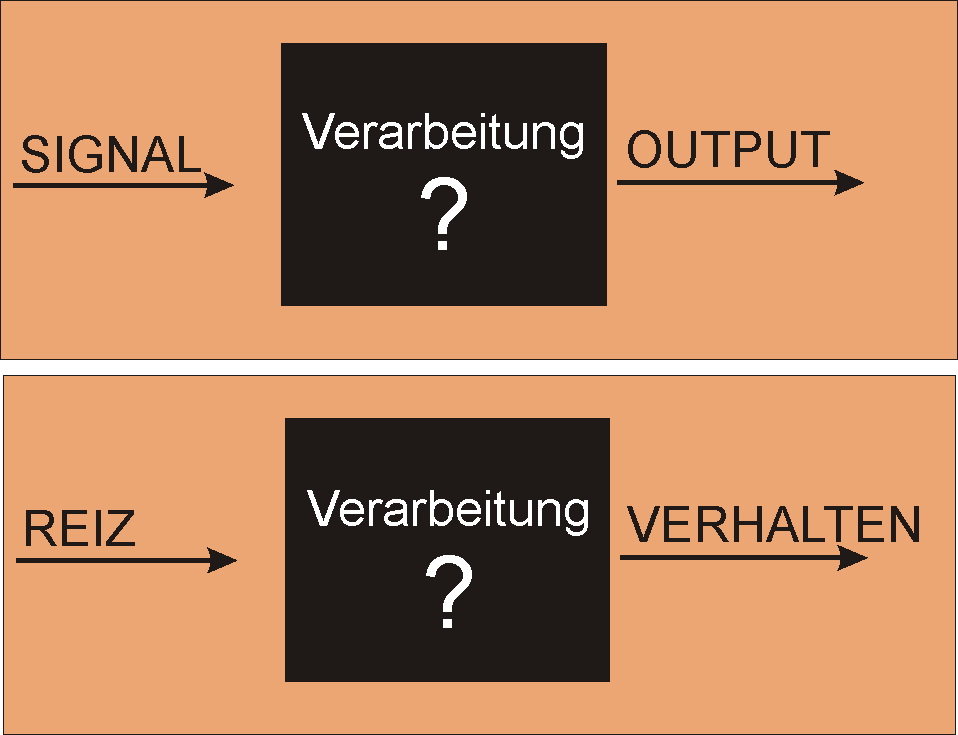
Das Black-Box-Modell

Der Verzicht auf die Heranziehung innerpsychischer Vorgänge zur Erklärung von Verhalten, die mit naturwissenschaftlichen Begriffen nicht zu beschreiben sind, hat dem Behaviorismus anhaltende heftige Kritik eingebracht. Dieser betrachte das Gehirn als bloße Black Box, die auf einen einwirkenden Reiz automatisch mit einer Reaktion antwortet. Das ausschließliche Analysieren des Zusammenhangs zwischen Eingabe und Ausgabe verkenne aber, dass es innere, veränderliche, zentralnervös gesteuerte Antriebe für Verhaltensweisen gibt, die sich beispielsweise als sexuelle Lust und als Hungergefühl bemerkbar machen.
Skinner lehnt die „Black Box“-Metapher ab. Mentalistische Aussagen in der Art „Er isst, weil er hungrig ist“ sind nach ihm aber keine Erklärungen für Verhalten. In Wissenschaft und menschliches Verhalten schreibt er: „Er isst und er ist hungrig beschreiben ein und dieselbe Tatsache. (…) Die Gewohnheit, eine Feststellung durch eine andere zu erklären, ist insofern gefährlich, als sie den Eindruck erweckt, dass wir der Ursache auf die Spur gekommen sind und deshalb nicht weiter zu suchen brauchen.“ Skinner lehnt die Vorstellung eines cartesianischen Steuermannes ab, der gewissermaßen im Innern des Kopfes sitzend den Menschen steuert; der Mensch als Ganzes Individuum („Organism as a whole“) verhält sich auf eine bestimmte Weise („molarer Behaviorismus“), aufgrund der Umwelteinflüsse, denen er in seiner aktuellen und vergangenen Umwelt unterworfen war sowie aufgrund der Umwelteinflüsse, denen seine Vorfahren in der Phylogenese unterworfen waren.

## Geschichtlicher Hintergrund

### Klassischer Behaviorismus
Als Vorläufer des Behaviorismus gelten die eher unbekannte „objektive Psychologie“, die sich in der deutschen Forschungsgemeinschaft Ende des 19. Jahrhunderts nicht durchsetzen konnte, im gleichen Zeitraum die deutsche Experimentalpsychologie sowie die wissenschaftlichen Arbeiten von McDougall und Iwan Petrowitsch Pawlow. Der Begriff Behaviorismus wurde erstmals 1913 in einem Fachaufsatz, der zugleich eine Art Manifest war, von John B. Watson in die Psychologie eingeführt. Watson hatte zur gleichen Zeit wie Iwan Petrowitsch Pawlow mit Reflexen experimentiert und an dessen „Reflexologie“ angeknüpft, mit deren Hilfe Pawlow bereits eine hypothetische physiologische Erklärung für den Aufbau von komplexen Verhaltensmustern entwickelt hatte.
Watson vertrat den Standpunkt, dass ein Organismus nur durch auf ihn einwirkende Reize etwas über seine Umwelt in Erfahrung bringen könne. Die Möglichkeit „angeborener Erfahrung“ oder angeborenen Erkennens (wie sie die klassische vergleichende Verhaltensforschung erforschte) wurde daher in der behavioristischen Forschung lange Zeit vernachlässigt. Der Begriff Umwelt wird von Watson extrem weit gedehnt, zu einem nahezu magischen Konzept, da ausdrücklich auch Herzschlag, Magenknurren, das Sich-Ausdehnen der sich füllenden Harnblase und ähnliche innere Zustandsänderungen als Umwelt definiert werden. Aus diesem Umweltbegriff rührt dann auch die Vorstellung her, dass alles Verhalten – auch jede Verhaltensstörung – umweltbedingt sei.
Eine frühe Kritik der behavioristischen Reflexbogentheorie findet sich bei dem Neurologen und Gestalttheoretiker Kurt Goldstein. Durch seine Arbeit mit hirngeschädigten Soldaten des Ersten Weltkriegs (Der Aufbau des Organismus, 1934) kommt er u. a. zu dem Ergebnis, dass es keine isolierten Reiz-Reaktions-Vorgänge im Organismus gebe, sondern dass der Organismus immer als Ganzes reagiere. Eine gleichlautende Kritik wurde bereits 1896 von John Dewey in seinem berühmten Aufsatz über den Reflexbogen vorweggenommen.

### Neobehaviorismus
Der klassische Behaviorismus verlor Ende der 1920er / Anfang der 1930er Jahre an Bedeutung, da sich die von ihm gemachten Erklärungen des Verhaltens als zu einfach erwiesen. Die dadurch ausgelöste erste Krise des Behaviorismus wurde allerdings durch die Arbeiten von Clark L. Hull von der Yale University überwunden. Der von Hull begründete Neobehaviorismus stützte sich zwar wie Watsons Klassischer Behaviorismus auf Reiz-Reaktions-Beziehungen, enthielt aber eine verfeinerte Theorie über Reiz-Reaktions-Ketten, die durch Klassische Konditionierung entstehen (sogenannte S-R-Psychologie). Die von Hull begründete Theorie wird systemische Verhaltenstheorie genannt und enthielt auch Annahmen über nicht direkt beobachtbare hypothetische Konstrukte wie z. B. einen allgemeinen Antrieb, in dem alle im Organismus zu einem bestimmten Zeitpunkt vorhandenen Energien zusammengefasst wurden. Zu Hulls bedeutendsten Schülern gehörten Kenneth W. Spence, John Dollard und Neal E. Miller, der Erfinder des Biofeedback.

### Radikaler Behaviorismus
Trotz der bemerkenswerten Leistungen der Hullschen Schule – ihre Forschungsmethodik ist bis heute die Wurzel der Methodik der wissenschaftlichen Psychologie geblieben – wurde diese Form des Behaviorismus ab den 1950er Jahren schnell durch den Radikalen Behaviorismus von B. F. Skinner abgelöst. Eine Ursache dafür ist, dass sich die Hullsche Begründung für die Wirkung von Verstärkungen – die Befriedigung physiologischer Bedürfnisse – als zu eng erwiesen hatte. Außerdem reichte das Prinzip der Reiz-Reaktions-Verknüpfung auf Basis der Klassischen Konditionierung nicht aus, um die Vielfalt des Verhaltens vollständig erklären zu können. Der Radikale Behaviorismus bildet die wissenschaftstheoretische Grundlage der Verhaltensanalyse.
Skinners Verdienst war es, das Forschungsinteresse von Reiz-Reaktions-Ketten im Sinne des Stimulus-Response-Modells weg und hin zum operanten Verhalten zu lenken. Im Mittelpunkt des Interesses stand nicht mehr das respondent genannte Verhalten auf Basis der Klassischen Konditionierung, sondern das operante Verhalten, mit dem es einem Organismus gelingt, seine Umwelt zu beeinflussen und zu verändern. Für den Skinnerianer ist Verhalten daher in der Hauptsache nicht eine passive Reaktion auf Reize, sondern Verhalten wird spontan emittiert und anschließend durch seine Konsequenzen geformt („selection by consequences“). Da Skinner dieses Prinzip sowohl in der biologischen Evolution der Art als auch in der Lerngeschichte der Individuen gleichermaßen am Werke sieht, spielt die Unterscheidung von „angeboren“ und „erworben“ für ihn eine untergeordnete Rolle. Er leugnet aber keineswegs, dass es beide Arten von Verhalten gibt. Außerdem schloss Skinner auch Gedanken und Gefühle, also das, was Behavioristen als private Ereignisse bezeichnen, nicht aus der wissenschaftlichen Betrachtung aus. Im Gegenteil besteht das Radikale am Radikalen Behaviorismus darin, private Ereignisse als verdecktes Verhalten aufzufassen und damit einer wissenschaftlichen Analyse zuzuführen. Skinner sieht in diesem Zusammenhang, dass er von den Verhaltensgesetzen, die anhand beobachtbaren Verhaltens gewonnen werden, auf nicht direkt beobachtbare Verhaltensweisen extrapoliert, er erklärt diese Extrapolation aber für nützlicher als den umgekehrten, traditionellen Weg, auf dem von Gedanken und Gefühlen auf Verhalten geschlossen wird.
Eine weitere wichtige, von Skinner vorgeschlagene Innovation ist die Differenzierung zwischen regelgeleitetem und kontingenzgeformtem Verhalten. Während beim kontingenzgeformten Verhalten das Verhalten primär direkt von seinen unmittelbaren Konsequenzen geformt wird, tritt regelgeleitetes Verhalten auf, wenn eine Person einer Regel folgt. So können Menschen ihr Verhaltensrepertoire erweitern, ohne direkt den jeweiligen Konsequenzen ausgesetzt zu sein. Allerdings müssen Personen zuerst durch Verstärkung erfahren, dass das Umsetzen von Regeln zu von ihnen erwünschten Konsequenzen führt. Ein Beispiel für den Unterschied zwischen regelgeleitetem und kontingenzgeformtem Verhalten ist etwa der Umgang mit einem neuen Handy. Folgt man dem Handbuch, um sich die Funktionen anzueignen, so zeigt man regelgeleitetes Verhalten. Versucht man dagegen per „trial and error“ die Bedienung zu verstehen, so liegt ein Fall von kontingenzgeformtem Verhalten vor.
Skinners wichtigste forschungsmethodische Neuerung war die Einführung eines Apparats zur quantitativen Erfassung von Reaktionen mit Hilfe der von ihm entwickelten Skinner-Box: die Kumulativaufzeichnung (cumulative record). Diese erfasste sowohl die Häufigkeit der Reaktion, die ein Organismus zeigt, als auch die Häufigkeit und die Zeitpunkte von Verstärkungen. Durch diese Methode wurde der Blick der Verhaltensforscher auf die genaue Analyse jener Verstärker gelenkt, von denen Verhalten nach radikal-behavioristischer Auffassung abhängt: Heute ist es ein Gemeinplatz, dass ein Verhalten dann häufiger auftritt, wenn ihm ein positiv verstärkendes Ereignis (umgangssprachlich, aber nicht ganz korrekt auch als Belohnung bezeichnet) folgt; jede Hundeschule und jede Pferdedressur basiert heute auf diesen Erkenntnissen. Das Ziel der von Skinner begründeten Experimentellen Verhaltensanalyse (Experimental Analysis of Behavior oder Behavior Analysis, vgl. Weblinks) besteht genau darin, solche elementaren, aber auch die komplexeren Verhaltensgesetze zu finden und sie zur Vorhersage und Modifikation des Verhaltens einzusetzen. Eines der bekannteren Verhaltensgesetze aus der behavioristischen Schule Skinners ist das Matching Law, das sein Schüler und Nachfolger Richard Herrnstein 1961 erstmals formulierte und zu einer Verhaltenstheorie ausbaute.

### Fortgang
Ab den 1960er und 1970er Jahren wurde der Behaviorismus zunehmend vom Kognitivismus als vorherrschendem Forschungsparadigma in der Psychologie abgelöst. Dazu trugen u. a. die Entwicklung des Digitalcomputers und seine Verwendung als Modell für das menschliche Gehirn sowie Erkenntnisse aus der Ethologie bei, denen zufolge Vererbung doch einen größeren Erklärungswert für gegenwärtiges Verhalten hat. Die Studien Harry Harlows wiesen überdies nach, dass reine Futterdressuren nicht auf sämtliche höheren Lebewesen übertragen werden können (wobei dies nicht im Widerspruch zum Radikalen Behaviorismus steht). Auch die verheerende Rezension von Skinners Buch Verbal Behavior durch Noam Chomsky, in dem Skinner den radikal-behavioristischen Ansatz auf das Sprechverhalten angewandt hatte, steht für den damals (unter Psychologen und Linguisten) beginnenden Zweifel an der Tragfähigkeit des Behaviorismus und die Wende zum Kognitivismus (vgl. Kognitive Wende). Der aufkommende Kognitivismus beschreibt in seiner einfachsten Form innerpsychische Vorgänge als Kette von internen Reizen und Reaktionen, ohne zu fordern, dass alle diese Vorgänge direkt beobachtbar sein müssen. Interessanterweise hatte es bereits während der Blütezeit des Behaviorismus unter seinen Anhängern Vertreter einer kognitiv orientierten Schule gegeben. Diese kognitiv-neobehavioristische Schule ist vor allem mit dem Namen Edward C. Tolman verbunden.
Auch heute gibt es noch behavioristisch orientierte Strömungen innerhalb der Psychologie. Neben dem Radikalen Behaviorismus der Skinnerschen Prägung existieren mehrere neue Ansätze, die auch verschiedene Aspekte älterer behavioristischer Richtungen aufgegriffen haben, so z. B. Howard C. Rachlins Teleologischer Behaviorismus und John E. R. Staddons Theoretischer Behaviorismus. Dagegen ging der methodologische Behaviorismus im Forschungsprogramm der wissenschaftlichen Psychologie auf: Psychologen erforschen noch immer fast ausschließlich das objektiv beobachtbare Verhalten anderer (das größtenteils jedoch im Antwortverhalten beim Ausfüllen von Fragebogen und Tests besteht) und schließen auf dieser Basis auf nicht beobachtbare hypothetische Konstrukte wie z. B. Extraversion oder Neurotizismus (aus der Persönlichkeitstheorie von Eysenck). Zudem wenden viele Teile der modernen Psychologie und Psychotherapie, speziell die Verhaltenstherapie, Erkenntnisse aus der behavioristischen Forschung an.

## Belege
1. ↑  B. F. Skinner: Futurum Zwei »Walden Two«. Die Vision einer aggressionsfreien Gesellschaft. Rowohlt, Reinbek 1972. ISBN 3-499-16791-3. Englisch 1948.
2. ↑  B. F. Skinner: What is the experimental analysis of behavior? In: Journal of the Experimental Analysis of Behavior. Band 9, Nr. 3, 1. Mai 1966, ISSN 0022-5002, S. 213–218, doi:10.1901/jeab.1966.9-213, PMID 16811287, PMC 1338181 (freier Volltext).
3. ↑  B. F. Skinner: Was ist Behaviorismus? Rowohlt, Reinbek 1978, ISBN 3-498-06124-0, S. 239: „Ein Organismus ist selbstverständlich nicht leer und kann folglich nicht als eine black box angesehen werden“
4. ↑  John Dewey: The Reflex Arc Concept in Psychology. 1896 (Volltext).
5. ↑  Edward K. Morris, Junelyn F. Lazo, Nathaniel G. Smith: Whether, when, and why Skinner published on biological participation in behavior. In: The Behavior Analyst. Band 27, Nr. 2. The Association for Behavior Analysis International, 2004, ISSN 0738-6729, S. 153–169, PMC 2755402 (freier Volltext).
6. ↑  B. F. Skinner: About behaviorism. Knopf, New York 1974, S. 211–212 (englisch): “The question, then, is this: What is inside the skin, and how do we know about it? The answer is, I believe, the heart of radical behaviorism.”
7. ↑  William M. Baum: Understanding Behaviorism: Behavior, Culture, and Evolution. 2. Auflage. Blackwell, Oxford, ISBN 1-4051-1261-1, S. 312.